# Кирх, Маргарета
Маргарета Кирх (нем. Margaretha Kirch; 1703, Берлин — 1744, там же) — немецкий астроном, дочь Марии Кирх, сестра Кристины Кирх.

## Биография
Маргарета Кирх родилась в 1703 году в Берлине. Её родителями были немецкие астрономы Готфрид Кирх и Мария Кирх. Всех своих детей — Маргарету, её старшую сестру Кристину и их брата Кристфрида — они с детских лет приобщали к занятиям астрономией.
Готфрид Кирх умер, когда Маргарете было семь лет. Марии Кирх не удалось получить, вместо мужа, должность штатного астронома Берлинской академии наук, и в 1712 ей, вместе с детьми, пришлось продолжить свои наблюдения в частной лаборатории барона Бернхарда Фридриха фон Кросигка (Bernhard Friedrich von Krosigk). После смерти барона Мария с дочерьми переехали в Данциг и вернулись в Берлин в 1716 году, когда Кристфрид Кирх получил должность астронома Берлинской академии.
Сёстры Кристина и Маргарета стали ассистентками Кристфрида в обсерватории. Официального подтверждения своей профессии они так и не получили, хотя Кристине, в конце её карьеры, удалось добиться признания. О деятельности Маргареты известно гораздо меньше. В 1744 году она была в числе первых наблюдателей большой кометы C/1743 X1. Сохранились её дневники за март 1744 года, где она на протяжении нескольких дней описывает внешний вид наблюдаемой кометы. В прочие дни Маргарета записывала в этих дневниках, озаглавленных ею «Gewitter Observationes» («Наблюдения за погодой»), показания барометра и термометра, однако впечатление от наблюдения редкого небесного явления было, вероятно, столь сильным, что за 5 марта эти записи отсутствуют: Маргарета пишет исключительно о комете.
По всей видимости, Маргарета никогда не была замужем. Она умерла в 1744 году в Берлине; Кристина пережила её больше чем на 40 лет и умерла 6 мая 1782 года.